# Fehlerkosten
Fehlerkosten (englisch failure costs) sind Kosten in Unternehmen, die durch Fehlproduktion und deren Auswirkungen verursacht werden.

## Allgemeines
Fehlleistungen sind nicht geplant, wertmindernd, führen zu Nacharbeit oder sind wertvernichtend und führen zu Ausschuss. Fehlproduktion bedeutet eine Abweichung der tatsächlichen von der idealen Produktqualität/Dienstleistungsqualität. Es kann sich mithin erst dann um eine Fehlproduktion handeln, wenn die vorgesehene Produktqualität in der Produktion nicht erreicht wird. Für den Fehlerbegriff im Sinne der Produkthaftung genügt die objektive Geeignetheit, das Integritätsinteresse des Kunden zu schädigen. Die Fehlproduktion führt zu Fehlerkosten, weil auch die fehlerhaften Produkte Herstellkosten verursacht haben, obwohl sie unverkäuflich sind und deshalb keine Erlöse generieren. Diese Fehlerkosten schmälern den Gewinn. Die Fehlerkosten bilden einen Teil der Qualitätskosten und erreichen im Regelfall den höchsten Anteil hieran.
Wurden Produkte dennoch verkauft und dem Käufer fallen die Sachmängel auf, entstehen weitere Kosten durch Gewährleistung, Produzentenhaftung oder Rückrufaktionen. Neben den Kostennachteilen sind die Unternehmen durch Fehlproduktion einem hohen Reputationsrisiko ausgesetzt und erleiden einen nicht zu unterschätzenden Reputationsschaden in der Öffentlichkeit, der die Fehlerkosten weit übersteigen kann. Schlimmstenfalls droht der Verlust von Kunden oder Marktanteilen. 

## Arten
Unterschieden wird zwischen betriebsinternen Fehlerkosten, externen Fehlerkosten, Verhütungskosten und Prüfkosten. Die betriebsinternen Fehlerkosten (Ausschuss, Nacharbeit, Reparatur) fallen bereits vor der Lieferung an den Kunden an und sollen dazu beitragen, die Qualitätsstandards der Produkte oder Dienstleistungen wiederherzustellen und sie marktreif zu machen. Die externen Fehlerkosten (Reklamation, Retoure, Kulanz, Garantie, Produzentenhaftung) dagegen treten erst nach Auslieferung an den Kunden auf. Die Verhütungskosten ist der finanzielle Aufwand für Bemühungen, damit alles von Anfang an richtig gemacht wird. (Beispiel dafür wäre in einem Projekt das Vier-Augen-Prinzip einzuführen. Kostet im Endeffekt mehr Arbeitsstunden um zusätzlich alles zu überprüfen, jedoch können viel größere Kosten durch Qualitätssicherung vermieden werden). Die Prüfkosten sind der finanzielle Aufwand fürs Nachsehen, ob alles von Anfang an richtig gemacht wurde. (Beispiel Wenn ein Produkt Fehler aufweist und nun Rückverfolgt werden muss, wo im Prozess der Fehler entstanden ist)
Als Fehlerfolgekosten werden alle Folgekosten bezeichnet, die kurz-, mittel- und langfristig durch die Wirkung von Fehlern entstehen. Fehlerfolgekosten beinhalten nicht die Fehlerkosten der unmittelbaren Fehlerbeseitigung, sondern die Kosten aller zusätzlichen Folgewirkungen.

## 10er-Regel der Fehlerkosten
Die Zehnerregel besagt ganz einfach, dass je weiter ein Fehler sich unentdeckt in die späten Phasen des Werdeganges eines Produktes oder Prozesses bewegt oder gar bis zum Kunden, umso höher werden die Kosten zur Behebung dieses Fehlers. Die Zehnerregel der Fehlerkosten sagt aus, dass die Fehlerkosten für einen nicht entdeckten Fehler von Stufe zu Stufe der Wertschöpfung um den Faktor 10 erhöhen. Je früher ein Fehler entdeckt und beseitigt wird, desto kostengünstiger ist dies für die Organisation. (Man siehe am Beispiel einer Rollstuhl-Fabrik. Es gibt folgende Phasen: Planen -> Entwickeln -> AV -> Fertigung -> Prüfung -> Kunde. Nun, beim Kunde fällt auf, dass das Rad viereckig ist und so nicht Gefahren werden kann. Nun muss im ganzen Prozess in jeder Stufe Anpassungen vorgenommen werden: [Prüfung: Wie wird überprüft ob das Rad wirklich rund ist?];[Fertigung: Die Maschine, welche die Räder produziert, muss umgebaut werden, damit runde Räder rauskommen];[AV Es muss eine neue Lösung für den Umbau der Maschine gefunden werden];[Entwicklung:Das Material der Räder muss geändert werden, weil so runde Räder nicht hergestellt werden können];[Planung:Die Pläne müssen neu mit runden Rädern konstruiert werden]. Wenn dieser Fehler bereits in der ersten Stufe, der Planungs-Stufe, erkannt worden wäre, hätte man den Plan geändert und ein vielfaches an Kosten gespart)

## Steuerung mit Fehlerkosten
Fehlerkosten stellen eine Qualitätskennzahl dar, mit der im Rahmen des Qualitätsmanagements die Qualität der Produkte und Dienstleistungen gesteuert werden kann. Hierzu müssen den Fehlerkosten die Fehlerverhütungs- und Prüfkosten gegenübergestellt werden. In der Summe ergeben diese drei Kostenarten die Qualitätskosten. Da sich diese Kostenarten gegenseitig beeinflussen (erhöht ein Betrieb die Prüfkosten, so senkt er die Fehlerkosten), können Fehlerkosten nicht isoliert betrachtet (und optimiert) werden. Um Fehler und Fehlerkosten möglichst vorbeugend auszuschließen, wird bei der Prozessplanung die FMEA eingesetzt.
Hohe Fehlerkosten sind ein Hinweis auf ungünstige und noch zu verbessernde Produktionsprozesse. Durch eine Fehler-Ursachen-Analyse werden die Störungen erforscht und der Prozess entsprechend umgestaltet.

## Abgrenzung
Abzugrenzen sind die Fehlerkosten von den Fehlmengenkosten, die durch Fehlmengen oder Überbuchungen entstehen.